# 杜華 (神父)
杜華（英語：Louis J. Dowd S.J.，1911年1月25日—1990年5月4日），美國耶穌會神父，長年在臺灣新竹市輔導青少年，創辦天主教新竹社會服務中心。

## 生平

### 中國大陸傳教
1911年1月25日，杜華生於美國紐約州一個牙醫師家庭。他的家境富裕，卻一心想奉獻神職，因小對中國就有一份嚮往，大學畢業後就選擇了中國作傳教處。他在1931年9月2日加入耶穌會，1937年到北京傳教，1944年6月7日在徐家匯晉鐸。
杜華先後任教於上海金科中學、揚州震旦中學、南京弘光中學。揚州時，他認識了在當地長大的郎雄。起初，年少的郎雄對教會有一種「侵略」的排斥印象，然而杜華神父不對他說教，卻陪著他們這群少年一起遊戲，並從遊戲中讓他們領略教義。一次郎雄生病時，杜神父一直坐在床邊照顧他，一口一口餵他吃牛奶麥片。
後來，郎雄先至臺灣高雄鳳山入伍，之後到澎湖服役。至於杜華則是1954年5月14日，與其他耶穌會會士到新竹市傳教。

### 成立聖類思青年中心
1957年6月23日，杜華創立的天主教新竹聖類思青年中心動土，該補習機構是配合臺灣的升學主義，以替初、高中學生補習英、數、理作號召，替新竹地區的學生作課後輔導，鼎盛時期學生進出達上千人次以上。新竹中學畢業的余叔謀回憶對杜華神父的第一印象，當時開學學校來了一位中華民國國語比學生還標準的外國英文老師，後來還學會了台語，吸引同窗們到教會學英文。
除了讓學生補習外，杜華會在下午4時30分在庭院假山的聖母聖像前，帶領學生念《玫瑰經》。他還在中心二樓設有大宿舍，吸引青年學子共聚一堂，由葉競雄、黃智才、陳正誼等人作傳教助手。在寒、暑假期，中心安排補習、避靜及各種運動、團康活動，會去日月潭舉辦夏令營，穿原住民禮服跳起大會舞，並與毛信孝會面。
1957年，先後在新竹市東門和東園國小任教的國語老師吳秋霖透過同事佟夢希引薦，結識了杜華，吳教師就和杜神父一起建立社會服務中心、推廣互助運動、經營若瑟手工藝廠、創辦新竹市救急會等活動。如1965年，耶穌會選派他們一同至泰國曼谷學習成立儲蓄互助社，此後臺灣陸續建立互助社。如謝省躬、羅文思、史泰南、孫國棟、巴義慈、魏主安等神父也在各自的傳教地成立互助會。

### 成立新竹社會服務中心(杜華神父社會福利基金會)
杜華在1966年成立新竹社會服務中心，此中心是為了幫助青年解決所面臨的工作因擾，只要年齡在十三歲至廿八歲的未婚青年，其職業是學徒、工人、傭工、店員、職員、護士、職校學生、幫助父母操作家務者，都是該中心服務的對象。陸續有陸達誠、陳禮耕、劉建仁、丁松青、丁松筠等耶穌會會士到此服務。新竹地區的儲蓄互助社成員也會在新竹市社會服務中心開會。杜華表示，當一個天真樸實的青少年，進入工廠之後，無良朋益友扶持，將來在道德方面會日趨低落，他便義不容辭的負起了這份指導職工青年的任務。
一名出身農家的青年許碧汴在車禍失去一條腿後，杜神父到醫院探望鼓勵、並聘其為職工青年會秘書。許碧汴除表現稱職外，還娶妻生子，但後來晚上騎機車時意外掉在水溝身亡。杜華得知後，悲痛不已，由職工青年會會員、救急會會員來安慰。
該中心服務內容括職業輔導、職業訓練、儲蓄、健康、道德、甚至愛情問題等。據郎雄自己形容，年輕時候交了很多女友也常常卻飽嘗「新郎不是我」的失戀苦澀，因此會來找杜華訴苦。神父會聽郎雄訴苦、聊天外，還會一起看電影。
2020年，在高齡少子化及家庭結構多元化的社會趨勢下，為能加快速度回應時代的需要，該中心在天主教耶穌會的捐助下，正式成立「財團法人新竹市杜華神父社會福利基金會」，以嶄新的組織型態，提供服務對象更優質且及時的幫助，除投入獨居長者關懷服務、失能長者居家服務、失能失智長者日間照顧，並開辦「長照社區整合型中心」(長照A級個案管理服務)及C級巷弄長照站，除了愛護疼惜長輩，同時也致力於兒少及長照弱勢家庭的服務，並在每年4月舉辦公益健走活動，7月舉辦樂齡藝術村活動，9月舉辦愛心園遊會活動，12月舉辦歲末傳愛-年菜募集活動，同時也邀請各界人士成為杜華之友，延續杜華神父的「傻瓜精神」-哪裡有需要、就往哪裡去，線上捐款，官網 （页面存档备份，存于），粉專 （页面存档备份，存于）

### 少年監獄服務
杜華與朗雄也會一起去監獄、老人院說故事。杜華並會帶新竹中學學生組成籃球隊及桌球隊，到少年監獄舉行友誼賽、舉行感恩聖祭。
杜華在新竹少年監獄擔任教誨師時，認識了少年犯盧山男。二十七歲的盧男於1970年9月21日因癌症去世後，彌留之頃曾留下一卷錄音帶，縷述他小學畢業，作過棉花工廠工人、商店配銷員，曾沉緬酒色，打架鬥毆從墮落到覺醒以及和絕症奮鬥，對他的家世、生活、學業、工作乃至戀愛，都有詳細的描繪，當他悔悟正力爭上游，並且有了愛情，卻又偏偏為惡疾所困。他的女友經此打擊，也此皈依了天主。杜華神父認為錄音帶具有警世價值，因此供作社會教育的教材。
社服中心主任曾尚石回憶，杜華神父也會講黑話，當問杜華神父「幸福是什麼」，他會答覆「幸福就是承認自己是一個罪人」。

### 過世與紀念

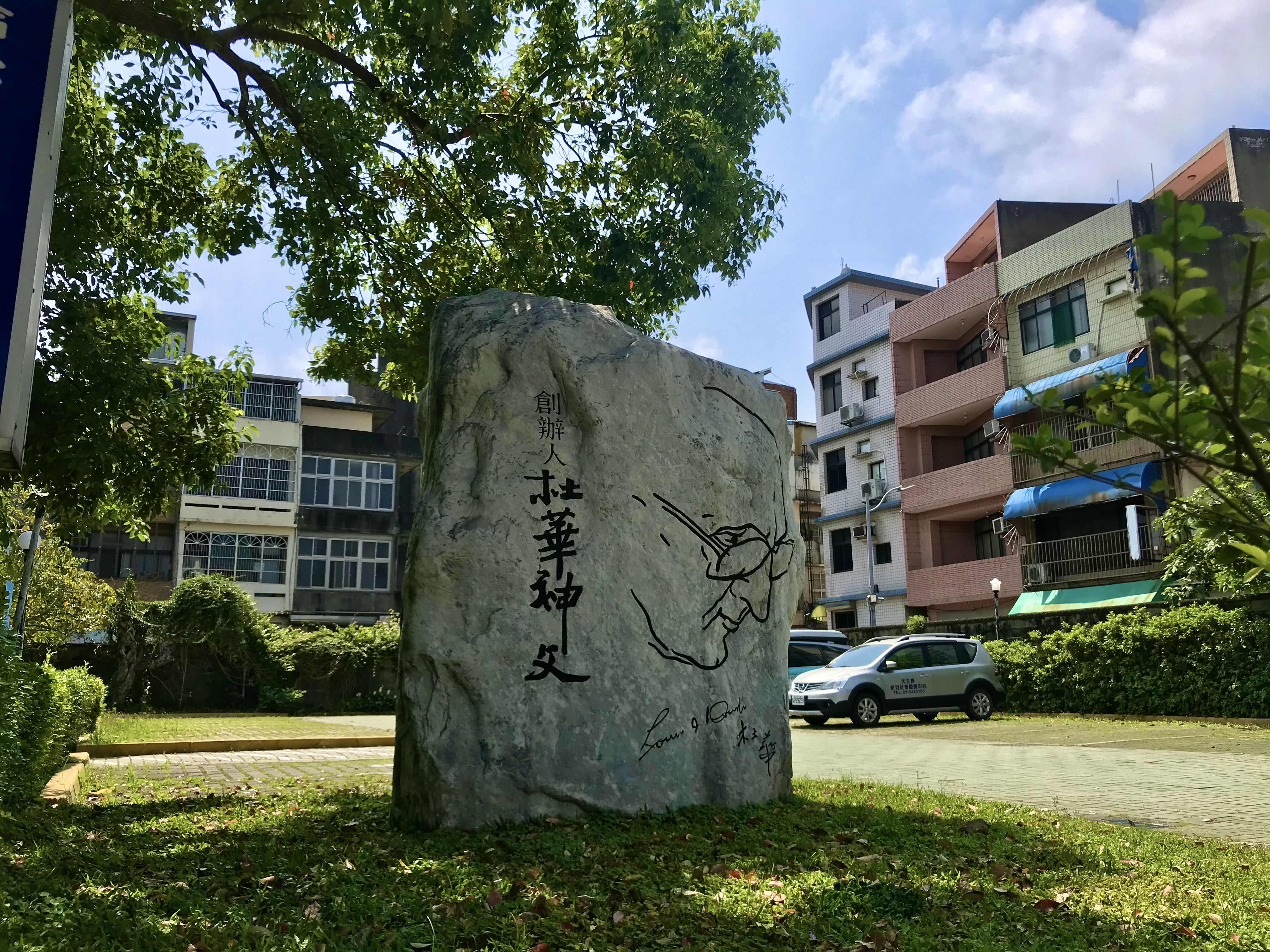
天主教新竹社會服務中心秋霖園杜華神父紀念石

之後，郎雄與小十四歲的包珈相戀，於1976年中秋節結婚。郎雄的婚禮是於天主教堂舉行，在決定結婚前，他十分慎重地杜神父所屬的教堂閉靜兩周，思索著選擇獨身或結婚的問題。晚年在輔仁大學神學院頤福園養老的杜華罹患阿茲海默症，依然勉勵來看望的郎雄。
1990年5月4日，杜華在頤福園住處去世。名為「新竹至潔老友會」的紀念杜神父組織由黃智才擔任會長，並出有三本紀念專刊。成員原在每年杜神父生日當天聚會，後改為忌日舉行。有教友是因參加孫達的查經班，無意拿到杜神父身前所用的《聖經》後感興趣而加入。
1991年12月7日晚，第28屆金馬獎典禮上，得到最佳男主角的郎雄發表感言說：「一輩子為中國青少年奉獻的杜華神父，他在我十幾歲時照顧我，生病時餵我吃……，令我時時懷念。」
1996年冬，曾跟隨杜華神父三十年的吳秋霖去世。1998年，新竹社會服務中心成立秋霖園時，曾尚石在花蓮挑選了一顆廿噸巨石，由藝術家周浩中以炭筆畫了杜華像在巨石上，再由墓刻師傅雕刻。
郎雄2002年過世後，電影人高肖梅寫了一篇散文〈杏樹的故事〉：內容說在六十年前的江南、揚州城的一所天主教學校，有兩位孩子在碩大的杏樹嬉戲，遇見了一位慈善的神父。六十年後，故事裡的兩個學生，在臺灣相逢時已是白髮蒼蒼的老者，他們就是宋存壽與郎雄。而那名神父的夢裡有著數不盡的黃色杏果，以及孩子們源源不斷的笑語，一直流傳著。